# Ongokea gore
Ongokea gore är en tvåhjärtbladig växtart som först beskrevs av Henri Hua, och fick sitt nu gällande namn av Jean Baptiste Louis Pierre. Ongokea gore ingår i släktet Ongokea och familjen Aptandraceae. Inga underarter finns listade i Catalogue of Life.